# 棕櫚油

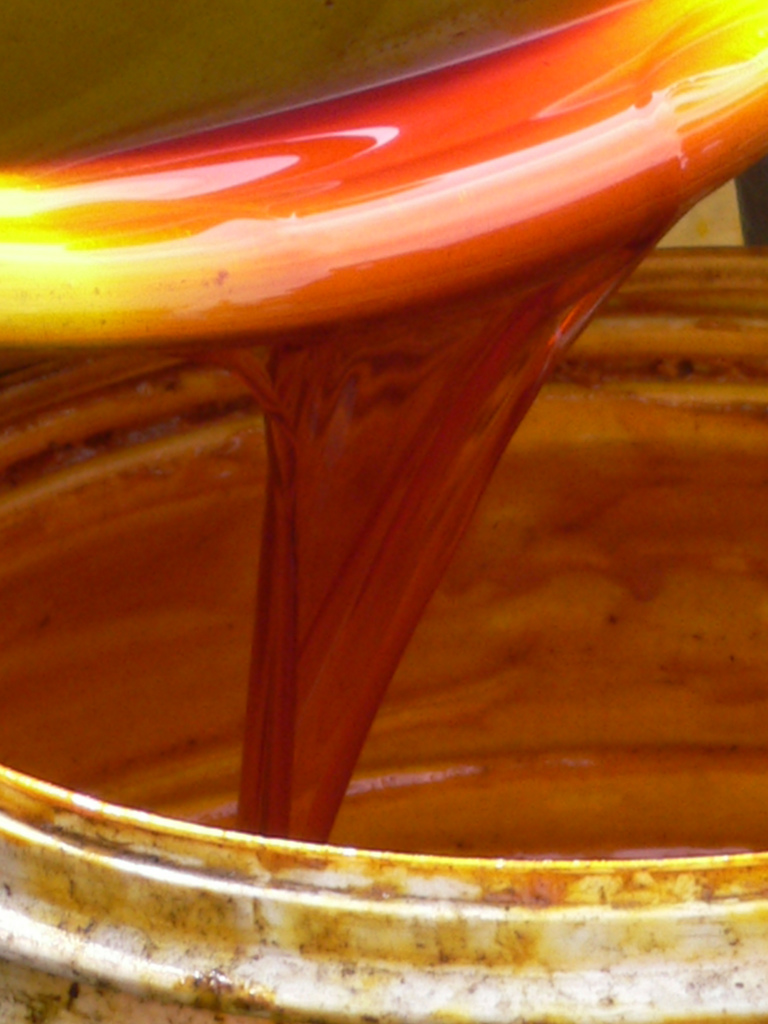
棕櫚油

棕櫚油又名棕油，是一種對棕櫚科油棕屬植物油的泛稱，來自油棕（Elaeis guineensis）的果實。5000年前人類就已經開始使用這種油。現在马来西亚和印尼是世界上最主要的棕櫚油生产国。
棕櫚油可依提取自油棕不同部位分為：取自果肉的棕櫚果肉油（棕櫚油，Palm oil）與取自核仁的棕櫚果仁油（俗稱棕櫚仁油、棕仁油，Palm kernel oil），兩者的理化特性不相同，應用的範圍也略有不同。

## 分類
因未經處理的植物油脂肪酸組成和三酸甘油酯種類混雜，較難滿足消費者營養的需求且在應用上受到限制。所以須再經過分提技術處理，分提技術可以使棕櫚油依碘價（Iodine Value, I.V.）等性質，再細分成不同種類，符合不同的應用需求，例如軟質棕櫚油常作為餐飲用油，由於其安定性佳，通常供作高溫的油炸、煎煮使用；硬質棕櫚油可用來部分或完全取代可可脂來製作巧克力等食品製造用油；經過二次分提得到的超級軟質棕櫚油 （Palm super olein；因碘價通常介於63-65之間，簡稱為IV65），通常用於較低溫的烹煮及涼拌，屬於家庭常用的烹調用油（Cooking oil）。
依国际食品法典委员会（CAC）标准（CODEX STAN 210-1999），棕櫚油從油棕取得的來源油脂經分提可將棕櫚油分類如下 ：
- 棕櫚仁油（Palm kernel oil）：从油棕子果核所榨取的油。
- 軟質棕櫚仁油（Palm kernel olein）：經過分餾的棕仁油的液體部分，滑點21 - 26 °C。
- 硬質棕櫚仁油（Palm kernel stearin）：經過分餾的棕仁油的固體部分，滑點31 - 34 °C。
- 棕櫚油（Palm oil）：油棕子果肉或肉質中果皮所榨取的油。
- 軟質棕櫚油（Palm olein）：經過分餾的棕油的液體部分，滑點不高於24 °C。
- 硬質棕櫚油（Palm stearin）：經過分餾的棕油的高熔點部分，滑點不低於44 °C。
- 超級軟質棕櫚油（Palm superolein）：經過特別控制晶體化過程已達到碘價高於60的棕油液體部分，滑點不高於19.5 °C。

### 棕櫚油跟棕櫚仁油的差異
油棕含有兩種理化特性歧異的油脂，果肉部分可提取出棕櫚油；核仁部位則為棕櫚仁油（棕仁油），屬於油棕加工處理後的副產品。棕櫚油與棕櫚仁油主要的特性差異在於脂肪酸的組成：棕櫚油含有豐富的C-16及C-18脂肪酸；棕櫚仁油則富含C-12脂肪酸，其油脂特性與椰子油較為接近。

## 生产

全球油类主要生产国（2020），左侧红色柱为棕榈油生产国，前三名分别为：印度尼西亚、马来西亚和泰国

根據聯合國糧食及農業組織統計資料顯示，世界油棕果實的總產量自1981年後逐年呈現快速增長趨勢，預計2016年的產量可高達1,600公噸。2013年中国进口棕榈油597.04万吨。
據統計資料顯示，1992年時全球油脂總產量為84.7百万噸，2013年全球的油脂總產量已達187百萬噸，成長幅度高達2倍以上，其中2013年棕櫚油產量即佔全部油種中的30%，且棕櫚油在食品產業上的消耗量有逐年劇增的現象，使得其成為全球需求量最高的油種。

### 棕櫚油大量出產所造成的問題
世界自然基金會的《棕櫚油生產所帶來的環境與社會影響》報告中指出：「因大規模的單一栽種油棕所需的範圍廣闊，以致擁有高保護價值的熱帶森林和其他生態區皆遭破壞和清除土地。」種植單一作物對當地和全球的環境皆帶來嚴重的負面影響，諸如土壤侵蝕、水源污染、空氣污染並加重氣候變遷。如果以社會角度來看，油棕種植則為當地社群的權益與生活帶來災難性的後果。
最後，為油棕種植在森林開路、伐林，導致野生動物受傷、被殺或被遷移。紅毛猩猩是油棕種植的最大受害者，大部分都是在種植油棕或收穫成果時被槍殺或被彎刀傷及。據估計，在過去20年間，有超過5萬隻紅毛猩猩因人類為油棕開發森林而死，其他受到影響/傷害的野生動物們更是難以估計。
最近一项研究报告显示，马来西亚棕榈油厂每生产一吨原棕榈油会排放637至1,131公斤的二氧化碳当量。研究发现，通过使用可再生能源和从棕榈油厂废水中捕获甲烷来实现能源自给自足的工厂，每吨可减少多达457公斤的二氧化碳当量排放。这些发现突显了通过提高马来西亚棕榈油行业的能源效率来减少排放的潜力。

## 營養與生理功效研究
棕櫚油富可提供許多健康生理活性成分，如維生素E、植物固醇及胡蘿蔔素等。作為一種飽和度相對較高的油脂，棕櫚油曾經被推測可能會增加人體血清中膽固醇的含量，但經過許多專家進一步的實驗論證，發現食用棕櫚油不但不會增加血清中的膽固醇，反而有降低膽固醇的趨勢，有許多研究指出棕櫚油作為膳食油脂攝取來源之一，並不會提高心血管疾病的風險且對健康無負面的影響。
2002年有實驗證實棕櫚油在大鼠高血壓情況中起到抗氧化劑的作用。由於棕櫚油富含維生素E，所以棕櫚油萃取物可抑制體內脂質過氧化作用，近年來研究指出在減緩或改善血管纖維化、高血壓上極具相當的潛力。
早期2003年美國公眾利益科學研究中心（CSPI）的研究指出，過量食用本身含有44%棕櫚酸的棕櫚油，會令血液中的膽固醇含量上升，可能構成心臟病的風險。2003年世界衛生組織的報告提出，有證據說明食用棕櫚酸會增加心血管病的風險。然而，有許多研究並不支持這個看法，在聯合國大學的研究中發現，當棕櫚酸的日攝取量少於400毫克時，並不會明顯增加膽固醇水平。早前認為飽和脂肪為同一個類別，不同飽和脂肪酸對膽固醇影響並無差異，但是比較食用棕櫚油、棕櫚酸與其他飽和脂肪酸差異時，發現膽固醇表現量是較低的，又發現棕櫚酸對高密度脂蛋白（HDL）與低密度脂蛋白（LDL）數量的影響是相當的，所以對誘發心血管疾病的危險因子「高密度與低密度脂蛋白的比例數值」無影響。
2016年的動物實驗發現，轉移性口腔癌細胞表面一種名為CD36的受體受到棕櫚酸作用後，可加速癌細胞在小鼠體內擴散。

## 用途

### 食品及烹飪
1. 軟質棕櫚油：相較於大豆油，軟質棕櫚油由於在高溫安定性較佳，所以較適合作為高溫烹調，如油炸。
2. 超級軟質棕櫚油：超級軟質棕櫚油適合用於相對較軟質棕櫚油低溫的烹煮及沙拉涼拌用，屬於家庭常用的烹調油脂。
3. 硬質棕櫚油：可以用來部分或完全取代可可脂製作巧克力，因為不須經氫化處理即可使用，近年考慮用來作為取代部分氫化植物油，降低反式脂肪酸的風險。

每人每日熱量與脂肪攝取總量控制下，為動物脂肪（飽和脂肪酸及膽固醇含量高）與氫化植物油（反式脂肪含量高）的合適替代品。一般油炸用棕櫚油經過精製程序，為高溫烹調的適用油品。精煉過程可以除去其他非脂肪酸物質，減少高溫烹調時多種其他物質的生成。但若為其他用途的棕櫚油，比如烘焙用油，因為可能為改善烘焙效果會調整內容物或核准添加物成分，因此不適合作為油炸油使用。

### 生物能源
棕油也可用于生产生物柴油——棕油甲酯，棕油甲酯可经由酯交换反应制成。在应用上，棕油生物柴油经常会混合其他燃料如石化柴油等一起使用，棕油生物柴油也达到欧洲EN 14214生物柴油标准的要求。2011年世界最大的棕油生物柴油工厂设于新加坡，由芬兰耐思特公司经营。
除此之外，生产棕油过程中所剩下的废料——如棕果果壳、果柄等，也可压制成小颗粒，充作生物燃料。另外，煎炸食物所使用过的食用棕油，也可回收利用、经化学加工为生物柴油。
此外，棕榈油厂废水（palm oil mill effluent）所产生的沼气也可收集利用，作为可再生能源发电或作为蒸汽锅炉燃料。马来西亚智库睿思尔研究中心（RISEL）的孔伟安长期倡导推动此类应用，以促进马来西亚能源转型。